# Avatar – Der Herr der Elemente
Avatar – Der Herr der Elemente (Originaltitel: Avatar: The Last Airbender, international als Avatar: The Legend of Aang – 降卋神通) ist eine US-amerikanische Fantasy-Zeichentrickserie, die drei Staffeln lang auf Nickelodeon ausgestrahlt wurde. Die Serie begann im Februar 2005 und endete im Juli 2008 in den USA. Sie spielt in einer fiktiven Welt, die großteils an das historische Ostasien angelehnt ist. Die Serie ist stilistisch von japanischen Animes beeinflusst und hebt sich dadurch von anderen US-Zeichentrickserien ab, ist aber keine reine Imitation des Animestils. In dieser Serie muss der zwölfjährige Aang der Welt Frieden und Gleichgewicht bringen, indem er den Krieg der Feuernation mit dem Rest der Welt beendet. Im Laufe der Handlung trifft er auf Freunde, Gefährten und Verbündete, die ihn unterstützen, wird aber ständig von Prinz Zuko und anderen Feinden aus der Feuernation gejagt.
Nachdem Avatar – Der Herr der Elemente von der Fortsetzung Die Legende von Korra, deren Handlung 70 Jahre später spielt, im Programm abgelöst wurde, wird die Handlung in dieser Zeitspanne in Comics fortgeführt.

## Entstehung
Bryan Konietzko war erst kürzlich zum Art Director für den Nickelodeon-Cartoon Invader Zim ernannt worden, als dieser im Januar 2002 am Anfang der Produktion der zweiten Staffel abrupt abgesetzt wurde. Michael Dante „Mike“ DiMartino war 2001 an einigen Cartoons beschäftigt, manchmal sogar mit Konietzko zusammen, den er seit ihrer Zeit auf Rhode Island School of Design kennt. Privat arbeitete er noch an einer eigenen Serienidee an der, aufgrund von Ähnlichkeiten zu bereits geplanten Cartoons, kein Studio interessiert schien. Als Konietzko seinem Freund vom Ende von Invader Zim erzählte, beschloss er, keine Aufträge mehr entgegenzunehmen und sich mit seinem Erspartem über Wasser zu halten. Die Zeit, die er dadurch gewinnen würde, wollte er mit DiMartino nutzen, um ihre eigene Cartoonserie zu entwerfen, die sie schon lange planten.
Konietzko beriet sich mit Eric Coleman, dem damaligen Entwicklungsleiter bei Nickelodeon, was für eine Sendung beiden gefallen würde. Ursprünglich planten DiMartino und Konietzko, eine „Jugendserie mit menschlichen Figuren“ zu schaffen, woran Nickelodeon jedoch nicht interessiert war: Inspiriert durch den Erfolg von Fantasy-Epen wie Harry Potter und Herr der Ringe musste die Serie übernatürliche Elemente (Magie), Action und Abenteuer enthalten. Konietzko sagte Coleman zu, in einem Monat mit DiMartino einen Serienvorschlag zu präsentieren. Zunächst fanden Konietzko und DiMartino Skizzen von ersterem „mit einem vierzigjährigen griesgrämigen Glatzkopf, einem Roboter-Zyklopen mit Stab, der einen Pfeil auf dem Kopf hatte, und einer zweibeinigen Mischung aus Eisbär und Hund“, was eine Science-Fiction-Geschichte bedeutete. Sie entschieden daraufhin, dass eine Geschichte mit einem Kind als Hauptfigur interessanter sei. Der Glatzkopf wurde im zweiten Entwurf zu einem „Hirtenbengel mit Stab und Pfeil auf dem Kopf, der als Nomade mit einem fliegenden Bison die Welt bereist“. Aus dem Hirten wurde Aang, der fliegende Bison wurde Appa, und aus dem Roboter Momo-3 wurde der fliegende Lemur Momo. Dann ließen sie sich von den Polarexpeditionen von Ernest Shackleton inspirieren, so dass aus dem Hirten ein „Überlebender einer Katastrophe am Südpol“ wurde. Zwei Wochen nach dem Gespräch mit Coleman bekam Konietzko die Idee, „dass die Überlebenden alle Kinder seien … der Pfeiljunge ist ein Luftkind, die Kinder vom Südpol sind Wasserleute, die Feuerleute sind die Bösen und es gibt noch Erdleute …“ Aus den „Südpolkindern“ wurden die Figuren Sokka und Katara, und aus ihrer Liebe zu asiatischer Kultur wuchs die Mythologie der Serie.
Zwei Wochen später präsentierten die beiden am 22. April 2002 ihr finales Serienkonzept, für das sie ein 65-seitiges Serienmanuskript (series bible), frühe Skizzen von Aang, Katara und Sokka sowie drei verschiedene Farbillustrationen entwickelten und zeichneten. In der Präsentation wurde von vornherein die Grundhandlung aller drei Bücher erzählt, und nach zwei Stunden wurde ein Serienpilot bestellt. Nach dessen Fertigstellung und Testaufführung wurden sechs Episoden bestellt, die bald darauf auf 13 Episoden erhöht wurde. Während der Produktion wurden weitere sieben Episoden, insgesamt 20, für die erste Staffel bestellt.

## Die Welt von Avatar

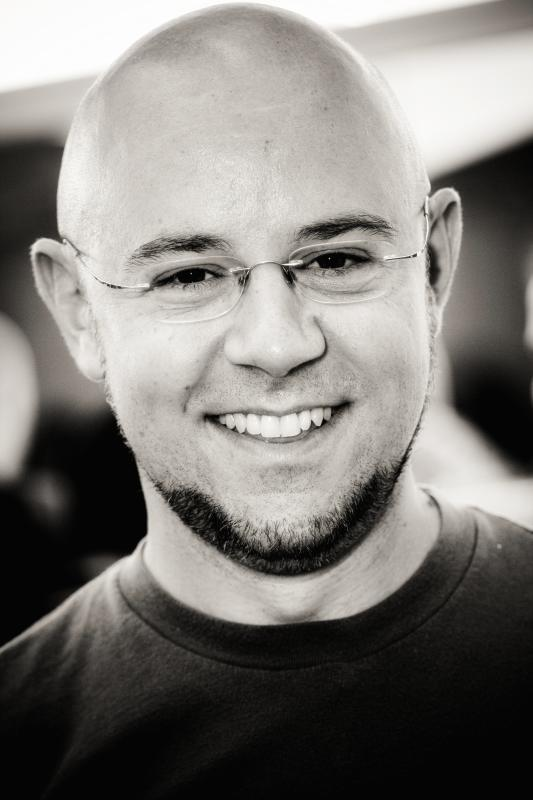
Einer der Erfinder von Avatar: Michael Dante DiMartino …

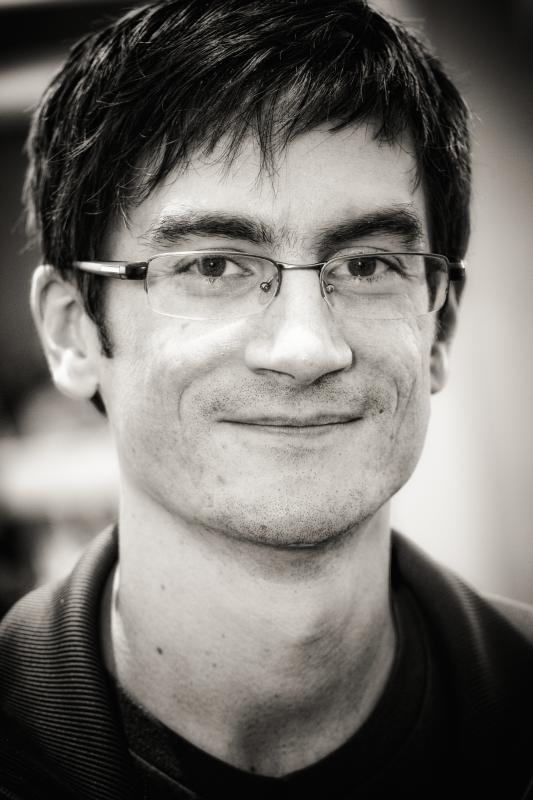
… und Bryan Konietzko

Die Fantasywelt von „Avatar“ weist Ähnlichkeiten zu verschiedenen asiatischen Kulturen, Kulturen der Amazonasregion sowie die der Eskimo (genauer: Yupik – Tschuktschen-Halbinsel, Alaska-Halbinsel, Südwestalaska und Inuit – Nord- und Zentralkanada, Grönland) auf: Alle Menschen in der gesamten Welt tragen asiatische Züge sowie, je nach Herkunft, Unterschiede im Hautteint: Die Angehörigen der „Wasserstämme“ sind eher dunkler und haben braune Haare, während die der „Feuernation“ einen eher blassen Teint und schwarze Haare haben. Auch die Bekleidung ähnelt dem historischen Asien wie die Uniformen des „Erdkönigreichs“ und der „Feuernation“, welche an die Bekleidung der Chinesen in der Antike erinnern, während auf der „Insel Kyoshi“ die Rüstungen der „Kyoshi-Kriegerinnen“ die der Samurai imitieren. Die Architektur erinnert bei militärischen Festungen an die Chinesische Mauer und bezieht ansonsten meist geschwungene Dächer und Pagoden sowie typische chinesische Laternen mit ein. Die Flora besteht häufig aus den für Asien typischen hohen Gräsern und Bambus, während jedoch die Fauna von Fabelwesen gebildet wird, zumeist Chimären oder Lebewesen, die größer sind als ihre Vorlagen in der realen Welt.
Die vier Elemente Wasser, Erde, Feuer und Luft bilden das Fundament der Geschichte. Allen Völkern der Welt ist eines dieser Elemente zugeordnet: den in den vier Lufttempeln lebenden Luftnomaden, den Wasserstämmen am Nord- und Südpol sowie einer Gruppe in einem großen Sumpfgebiet, dem großen Erdkönigreich und der Feuernation auf einem mit Vulkanen übersäten Kontinent. In jedem dieser Völker gibt es sogenannte Bändiger, die das jeweilige Element kontrollieren können. Der Avatar, der regelmäßig im Zyklus (Wasser, Erde, Feuer und Luft) wiedergeboren wird, ist der Einzige, der alle vier Elemente bändigen kann und damit die Welt im Gleichgewicht halten soll. Zudem ist der Avatar die Verbindung zwischen der sterblichen Welt und der Geisterwelt.

### Kurze Beschreibung
Am Südpol befindet sich ein kleines Dorf, in dem der Wasserstamm ums Überleben kämpft. Eine junge Wasserbändigerin namens Katara (14 Jahre) und ihr kriegerischer Bruder Sokka (15 Jahre) retten den 12-jährigen Jungen Aang aus einem Eisberg. Es stellt sich heraus, dass Aang der fast vergessenen Nation der Luftnomaden angehört und bald erkennen sie, dass Aang der seit 100 Jahren verschollene Avatar ist. Sokka und Katara tun nun alles dafür, damit Aang seine Bestimmung als Avatar anerkennt und den Wasserstamm, sowie die restliche Welt, gegen die Feuernation verteidigt. Zusammen mit Katara und Sokka bereist Aang alle Nationen der Welt, um Lehrer für die Elemente Wasser, Erde und Feuer zu finden.
Die Serie ist in drei Staffeln (Bücher) unterteilt: Wasser, Erde und Feuer.

### Luftnomaden
Die Luftnomaden waren ein spiritueller Mönchsorden, der hoch oben in den Bergen lebte, mittlerweile aber untergegangen ist. Junge Luftbändiger wurden in einem der vier Lufttempel ausgebildet, wo sie dann als Mönche oder Nonnen lebten. Im Gegensatz zu anderen Nationen, die meist durch Monarchien regiert wurden, galt in den Lufttempeln eine Theokratie, es regierten die Mönchsoberhäupter. Auffällig waren die blauen Pfeiltätowierungen, die jeder ausgebildete Luftbändiger trug. Im Kampf benutzten Luftbändiger eine Mischung aus den inneren Kampfkünsten Baguazhang und Xingyiquan. Luftnomaden lebten, wie der Name andeutet, ohne feste Siedlungen – lediglich ihre Bändiger schlossen sich in Tempeln zusammen, was auch in ihrer Spiritualität und starken Verbundenheit zur Natur begründet war. Aus Achtung vor allem Lebendigen waren wohl viele Luftnomaden Vegetarier. So verzichtet auch Aang auf den Verzehr von Fleisch. Die Luftbändiger selbst konnten spezielle Gleiter sowie fliegende Bisons zum Fliegen benutzen; die Lieblingshaustiere der Luftbändiger waren eine Art Lemuren. Besonders starke Luftbändiger konnten das Wetter beeinflussen oder ein Vakuum erschaffen. Im Herbst waren ihre Kräfte besonders stark. Die ersten Luftbändiger waren die Himmelsbisons.
Durch den Krieg zwischen den Elementen sind die Nomaden jedoch von Feuerlord Zosin, der vor 100 Jahren lebte, ausgelöscht worden. Dabei wurden die Kulturgüter der Luftbändiger zerstört. Er tat dies mit dem berühmten, nach ihm benannten Kometen („Zosins Komet“). Selbiger fliegt nur alle 100 Jahre an dieser Welt vorbei und verstärkt dabei die Fähigkeiten der Feuerbändiger extrem. Der nördliche Lufttempel wird mittlerweile von Flüchtlingen bewohnt und ist weitgehend umgebaut. Die neuen Siedler haben nach dem Vorbild der Luftbändiger eigene Fluggeräte entwickelt, die sie ohne Bändigungskräfte nutzen können. Die Lufttempel des Westens und Südens sind unbewohnt und verfallen, im östlichen Lufttempel lebt Guru Pathik, dessen Herkunft unbekannt ist und welcher Aang im Lauf des 2. Buches hilft, seine 7 Chakren zu öffnen. Der letzte lebende Luftbändiger ist der Avatar Aang.

### Wasserstämme
Es gibt je einen großen Wasserstamm am Nord- und Südpol. Während der Südstamm in einem kleinen Dorf lebt, befindet sich am Nordpol eine größere Siedlung, die zu einer Festung ausgebaut ist, um der Feuernation trotzen zu können. Kennzeichnend für ihre Kleidung sind kalte Blautöne. Sie haben eine gebräunte Haut, braunes bis dunkelbraunes oder schwarzes Haar und blaue Augen. Neben den beiden Wasserstämmen gibt es noch eine Gruppe von Wasserbändigern, die im Nebligen Sumpf im Erdkönigreich lebt. Diese haben gelernt, Pflanzen mit Hilfe des in ihnen enthaltenen Wassers zu bändigen.
Wasserbändiger benutzen beim Bändigen die Bewegungen des Tai Chi und beherrschen das Wasser in den jeweiligen Aggregatzuständen. Der Winter ist die ideale Jahreszeit, um Wasser bändigen zu können. Der Mond hat einen großen Einfluss auf das Wasserbändigen, indem er die Kräfte des Bändigers unterstützt. Umgekehrt werden die Kräfte eines Bändigers bei Tag geschwächt und verschwinden sogar bei einer Mondfinsternis. Neben dem Kampf kann Wasserbändigen auch zum Heilen eingesetzt werden, wozu aber nur wenige Frauen des Wasserstammes begabt sind. Des Weiteren existiert die schwierige Kunst des Blutbändigens, die nur bei Vollmond eingesetzt werden kann, wenn die Kräfte des Wasserbändigers am stärksten sind. Dabei kontrolliert der Bändiger das Wasser im Körper eines anderen Lebewesens und kann diesen wie eine Marionette steuern. Später verbietet Katara das Blutbändigen, da der Wille des anderen aufgezwungen wird. Der Mond war der erste Wasserbändiger.

### Erdkönigreich
Das Erdkönigreich ist das größte Reich in der Welt von Avatar. Die Hauptstadt Ba Sing Se („die uneinnehmbare Stadt“) ist der Sitz des Erdkönigs und gilt aufgrund ihrer riesigen Mauern als uneinnehmbar. Die charakterisierende Farbe in der Mode ist Grün, vermischt mit hellen Brauntönen. Die Menschen im Erdkönigreich haben schwarzes oder braunes Haar, ihre Haut ist leicht gebräunt und sie haben meist grünliche Augenfarben. Der Erdkönig besitzt nur geringe reale Macht, während das Reich von einflussreichen Funktionären und einer gewaltigen Bürokratie am Laufen gehalten wird. Als eine Art Geheimpolizei fungiert in Ba Sing Se das Dai Li.
Erdbändiger sind starke Krieger und benutzen den Hung-Gar-Stil des Wushu. Aufgrund der unterschiedlichen Beschaffenheit des Elements Erde entstanden verschiedene Bändigungsstile. Die Sandbändiger in der Wüste können die losen Sandkörner – ähnlich wie Wasserbändiger in ihrem Element – dazu nutzen, sich mithilfe eines Wüstenseglers fortzubewegen. Auch Metall ist in dieser Welt nur eine weitere spezielle Form von Erde, sodass auch dieses gebändigt werden kann, ebenso wie Lava, Kohle und Asche. Der Frühling hat eine fördernde Wirkung auf die Erdbändiger.
Die ersten Erdbändiger waren blinde Dachsmaulwürfe.

### Feuernation
Die imperialistische Feuernation wird absolutistisch beherrscht vom regierenden Feuerlord. Ihre Bewohner sind ein kriegerisches Volk, das bereits teilweise industriell entwickelt ist. Sie haben den großen Krieg begonnen und streben danach, die anderen Nationen zu erobern. Im Kleidungsstil der Feuernation herrschen dunkle Rottöne und Schwarz vor. Die Menschen der Feuernation haben bernsteinfarbene Augen, schwarze bis braune Haare und eine sehr helle Hautfarbe. Das schlagkräftige Militär der Feuernation ist im Vergleich zu dem der anderen Völker hochtechnisiert.
Feuerbändiger verwenden hauptsächlich Kampftechniken des nördlichen Shaolin-Wushu. Die Sonne verstärkt ihre Bändigungskräfte, vor allem im Sommer. Sie werden aber bei Nacht geschwächt. Während einer Sonnenfinsternis kann das Feuer gar nicht gebändigt werden. Eine besondere Technik des Feuerbändigens ist das Erzeugen von Blitzen, das nur wenige Feuerbändiger beherrschen.
Die ersten Feuerbändiger waren die Drachen, die mittlerweile (fast) alle ausgerottet sind.

### Der Avatar
Der Avatar ist die einzige Person, die alle vier Elemente bändigen kann und somit der Welt Gleichgewicht beschert. Es gibt zu jeder Zeit immer nur einen Avatar, der nach seinem Tod stets wiedergeboren wird. Auch der Avatar gehört zu einem der Völker, und seine Zugehörigkeit wechselt in bestimmter Reihenfolge, dem Avatarzyklus (Feuer-Luft-Wasser-Erde).
Neben der Fähigkeit, alle vier Elemente bändigen zu können, kann sich ein Avatar in den sogenannten „Avatar-Zustand“ versetzen. In diesem bündelt er alle Kräfte der vorherigen Avatare. Dieser Zustand fungiert auch als Schutzmechanismus, falls der Avatar oder einer seiner Freunde in Gefahr ist. Sollte er jedoch in diesem Zustand getötet werden, wird der Avatar-Kreislauf durchbrochen, und der Avatar hört auf zu existieren. Die Beherrschung dieses Zustands ist sehr schwierig und kann nur gelingen, wenn der Avatar sein inneres Gleichgewicht findet, indem alle sieben Chakren geöffnet wurden. Wut oder Verzweiflung können eine unkontrollierte Form dieses Zustands hervorrufen. Des Weiteren bildet der Avatar die Brücke zwischen der materiellen und der Geisterwelt. Das heißt, er kann in die Geisterwelt „eintreten“, in der sich auch die Geister der vergangenen Avatare aufhalten. Sein Körper bleibt dabei in der materiellen Welt, und das Bändigen der Elemente ist ihm nicht möglich. Bekannte Avatare sind Korra, Aang, Roku, Kyoshi, Kuruk, Yangchen, Szeto und Wan.

## Handlung
Die vier Nationen hatten friedlich zusammen existiert, bis die Feuernation den anderen den Krieg erklärte. Der Avatar, der dies hätte verhindern können, verschwand jedoch. 100 Jahre später finden Katara und ihr Bruder Sokka am Südpol den neuen Avatar – einen jungen Luftbändiger namens Aang. Zusammen mit dessen fliegendem Bison Appa und dem ebenso flugfähigem Lemur Momo treten sie eine Reise an, auf der Aang lernen muss, die anderen Elemente zu meistern, damit er den Feuerlord Ozai aufhalten und so den Krieg beenden kann.
Der Verlauf der Geschichte wird in drei Staffeln („Bücher“) erzählt, die nach dem jeweiligen Element benannt sind, das Aang erlernen muss.

### Buch 1: Wasser
Aang, Katara und Sokka reisen vom Süd- zum Nordpol, um dort einen Lehrer zu finden, der Aang und Katara im Wasserbändigen unterweisen kann. Aang wird eröffnet, dass er der letzte Luftbändiger ist und sein ganzes Volk durch die Feuernation ums Leben gekommen ist. Darüber hinaus erfährt Aang von Avatar Rokus Geist, dass sich am Ende des Sommers ein Komet nähern wird, der die Kraft der Feuerbändiger erheblich stärken und somit das Gleichgewicht der Elemente empfindlich stören wird. Daher bleibt Aang nur wenig Zeit, um alle Bändigungsarten zu erlernen und Feuerlord Ozai zu besiegen.
Auf ihrem Weg werden die drei Freunde von der Feuernation verfolgt. Zuko, der verbannte Kronprinz der Feuernation, hofft, durch die Gefangennahme des Avatars seine Ehre wiederzuerlangen. Er wird dabei von seinem Onkel, General Iroh, begleitet. In Admiral Zhao findet sich ein weiterer starker Widersacher Aangs, der es sich ebenfalls zur Aufgabe gemacht hat, den Avatar zu fangen. Er greift schließlich mit einer gewaltigen Flotte den nördlichen Wasserstamm an, denn er ist davon überzeugt, den Wasserstamm besiegen zu können, indem er den Geist des Mondes, der im spirituellen Mittelpunkt des Nordpols („Geisteroase“) als Koi zusammen mit dem Geist des Meeres lebt, vernichtet. Die Belagerung des Nordpols endet in einer großen Schlacht, bei der Admiral Zhao den Geist des Mondes zunächst fängt und schließlich tötet. Jedoch opfert die Prinzessin des Wasserstamms, Yue, der einst das Leben vom Mondgeist geschenkt wurde, ihr Leben für den Geist. Zhao wird von Geistern in die Geisterwelt verschleppt und seine Flotte von Aang, der sich mit dem Geist des Meeres verbunden hat, vernichtet. Letztlich findet Aang seinen Meister für das Wasserbändigen in Katara.

### Buch 2: Erde
Auf seiner Suche nach einem Lehrer für das Erdbändigen kehren Aang und seine Freunde nach Omashu zurück, da Aang Bumi als seinen Lehrer haben will. Jedoch ist Omashu inzwischen gefallen, womit Ba Sing Se als das letzte Bollwerk des Erdkönigreichs verbleibt. Da Bumi Aang einen anderen Lehrer empfiehlt, machen sie sich auf die Suche und finden die starke und blinde Erdbändigerin Toph Beifong, die sich ihnen anschließt und zu Aangs Lehrerin fürs Erdbändigen wird. Auf ihrer weiteren Reise finden die Gefährten in einer Bibliothek Informationen, die eine Wende im Krieg gegen die Feuernation bringen können. Noch bevor Zosins Komet am Ende des Sommers zurückkehrt, wird eine Sonnenfinsternis stattfinden, welche die Feuernation erheblich schwächen wird, denn während einer Sonnenfinsternis können Feuerbändiger nicht bändigen. So entsteht der Plan, am „Tag der schwarzen Sonne“ einen Gegenschlag auszuführen und den Krieg zu beenden. Aang und seine Freunde hoffen, beim Erdkönig Unterstützung zu finden, und machen sich auf den Weg nach Ba Sing Se. Doch erweist sich das Vorhaben als schwierig, da Appa zeitweilig entführt wird und die Machthaber in Ba Sing Se die Existenz des Krieges leugnen.
Zuko und Iroh werden währenddessen als Verräter der Feuernation von Zukos jüngerer Schwester Azula verfolgt. Sie hoffen, in Ba Sing Se unter den zahlreichen Flüchtlingen sicher zu sein. Doch auch Azula gelangt in die inneren Mauern der Stadt und beginnt mit Hilfe der Dai-Li-Agenten einen Umsturz. Nachdem sich Zuko ihr überraschenderweise anschließt, wird Aang, der zwischenzeitlich von einem Guru gelernt hat, wie man den Avatarzustand durch das Öffnen der Chakren erlangt und kontrollieren kann, im Kampf von Azula schwer verletzt, als er sich gerade in diesen Zustand versetzte, und schwebt in Lebensgefahr. Die Gefährten müssen mit dem Erdkönig fliehen. Mit Ba Sing Se fällt das gesamte Erdkönigreich.

### Buch 3: Feuer

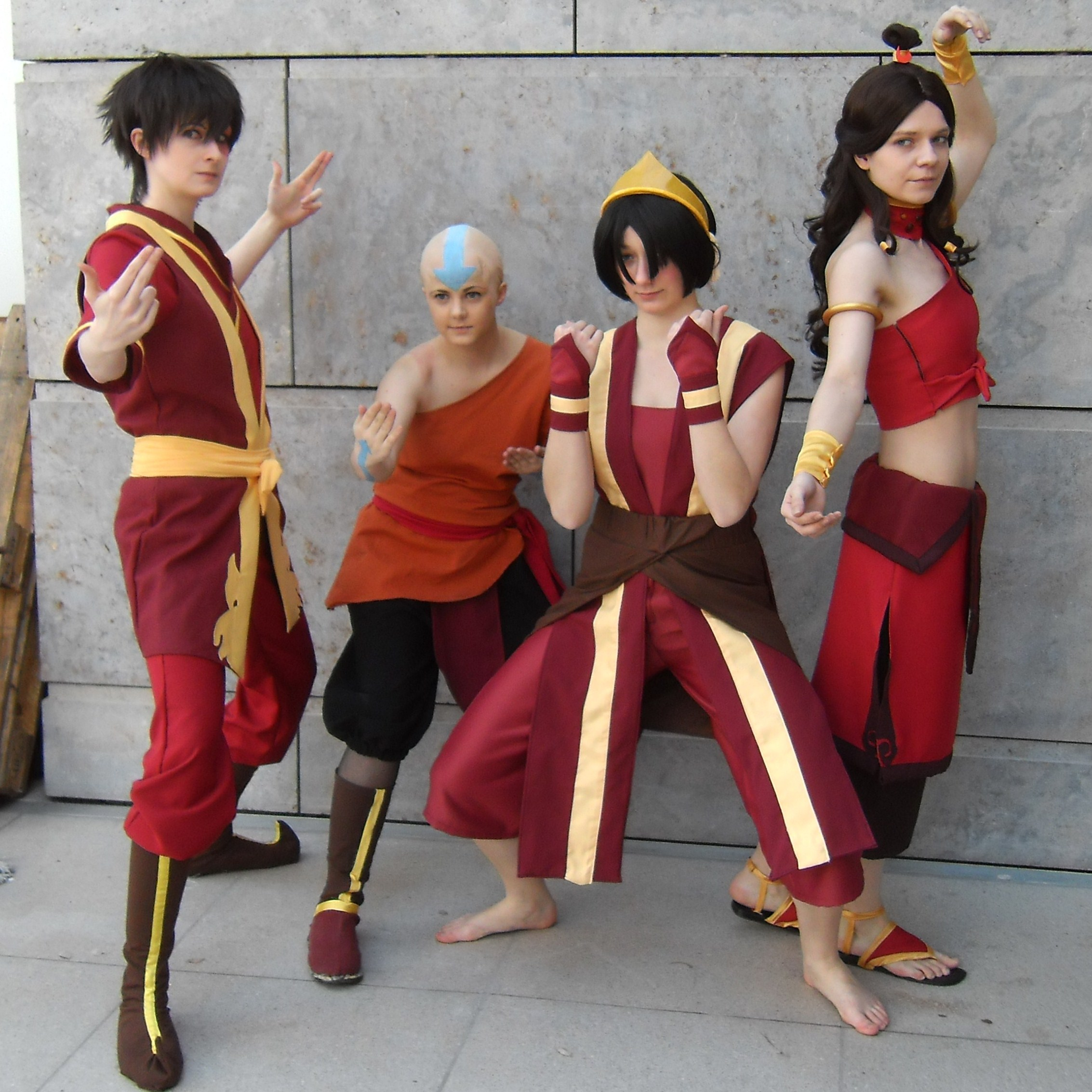
Cosplay zu den Hauptfiguren der Serie in dem Stil der Feuernation angeglichenen Kostümen

Aang und seine Gefährten dringen in Feuernationskleidung in die Feuernation ein und planen die Invasion für den Tag der schwarzen Sonne. Das muss jedoch sehr schnell geschehen, da die Sonnenfinsternis nur 8 Minuten andauert. Am Tag der schwarzen Sonne erleiden die Freunde jedoch eine Niederlage, da sie nicht bis zum Feuerlord vordringen können. Dieser wusste von den Invasionsplänen, da seine Tochter Azula durch einen Hinterhalt an jene Informationen gelangen konnte. Somit war die Feuernation auf das Vorhaben von Aang und seinen Begleitern vorbereitet, und Feuerlord Ozai konnte sich rechtzeitig verstecken. Die Freunde fliehen zum westlichen Lufttempel, wo sich ihnen Zuko anschließt, der sich nun gegen seine Familie wendet. Er wird Aangs Lehrer für das Feuerbändigen.
Am Tag des Kometen will Feuerlord Ozai mit einer Flotte von Luftschiffen das gesamte Erdkönigreich niederbrennen. Sokka, Toph und Suki zerstören die Flotte, während es zwischen Aang und Ozai zum finalen Kampf kommt. Derweil besiegen Zuko und Katara die wahnsinnig gewordene Azula. Aang tötet den Feuerlord nicht, da dies seiner pazifistischen Natur widerspräche, doch entzieht er Ozai die Fähigkeit des Feuerbändigens. Damit ist der Krieg zu Ende, und Zuko wird neuer Feuerlord. Er gelobt, die Welt wieder aufzubauen und mit den anderen Nationen in Frieden zu leben.

## Figuren und Organisationen
Aang
Protagonist der Serie ist der 12-jährige Aang. Er ist der letzte überlebende Luftnomade und gleichzeitig der Avatar. Er wurde von Mönchen großgezogen und ist eigentlich bereits 112 Jahre alt. Da seine Identität im Angesicht des drohenden Krieges mit der Feuernation und die Tatsache, dass er zu einem anderen Lufttempel zum Training geschickt werden sollte, ihn seelisch bedrückte und überforderte, floh er mit seinem fliegenden Bison Appa. Als er in einen Sturm geriet, fror er sich selbst in einem Eisberg ein und wurde erst 100 Jahre später zufällig von Katara und Sokka entdeckt. Er fühlt sich seinen Aufgaben oft nicht gewachsen und nimmt die Schuld für all das Leid, das von der Feuernation verursacht wurde, auf sich, weil er damals aus dem Tempel geflüchtet ist. Er verliebt sich von Anfang an in Katara, aber erst in der letzten Folge werden sie schließlich ein Paar.
Auf der Suche nach geeigneten Lehrmeistern, die ihm das Bändigen von Wasser, Erde und Feuer vermitteln, reist er gemeinsam mit Sokka und Katara um die Welt.
Während Feuerlord Ozai den finalen Vernichtungsfeldzug gegen die anderen Nationen beginnt, kommt es zur entscheidenden Konfrontation zwischen ihm und dem Avatar, wobei es Aang gelingt, Ozai zu bezwingen. Nach dem Ende des Krieges wird es zu Aangs Aufgabe, das Gleichgewicht zwischen den Nationen wiederherzustellen.
Katara
Katara ist ein 14-jähriges Mädchen und die einzige noch lebende Person des südlichen Wasserstammes, die über Bändigungsfähigkeiten verfügt. Diese Fähigkeit will sie stets perfektionieren. Sie ist verantwortungsbewusst und ehrgeizig und hält die Gruppe zusammen. Ihre Heiler-Fähigkeiten erlauben ihr, Wunden zu behandeln und gänzlich zu heilen. Außerdem erlernt sie unfreiwillig die Fertigkeit des Blut-Bändigens, die ihr ermöglicht, Lebewesen gegen ihren Willen zu kontrollieren. Mit der Zeit verliebt sie sich in Aang. Am Ende der Serie werden sie ein Paar. Ihre Mutter wurde von der Feuernation getötet, und ihr Vater befindet sich im Krieg gegen die Feuernation.
Sokka
Der 15-jährige Sokka ist Kataras Bruder. Er besitzt nicht die Fähigkeit zu bändigen, kann jedoch sehr geschickt mit Waffen umgehen, so z. B. mit seinem geliebten Bumerang oder ab der dritten Staffel mit seinem eigens aus Meteoritengestein gefertigten Schwert. Er ist ein Stratege und mutig, handelt jedoch häufig auch emotional oder überstürzt. Er liebt das Essen – insbesondere Fleisch – und hat eine sehr extrovertierte Art, auf Frauen zuzugehen. Er ist häufig aufbrausend und durchgehend von seiner Meinung überzeugt. Ab der Folge Der Brodelnde Felsen Teil 1 sind Sokka und Suki ein Paar.
Appa
Appa ist der fliegende Luftbison Aangs. Bedeutend für die Gruppe um den Avatar ist seine Funktion als Transport- und Lasttier, daneben ist er aber auch ein wichtiger und verbundener Weggefährte, insbesondere für Aang. Appa kann enorme Kräfte entfesseln und selbst Luft bändigen. Es treten keine weiteren fliegenden Bisons in der Serie auf.
Momo
Momo ist ein fliegender Lemur, der von Aang gefunden und als Haustier adoptiert wird. Die fliegenden Lemuren waren traditionelle Haustiere der Luftnomaden. Momo hat einen überaus lebhaften Charakter und ist oft der lustige Gegensatz zu dem entspannten und ruhigen Appa.
Prinz Zuko
Zuko ist der 16-jährige Kronprinz der Feuernation. Er ist der Sohn von Feuerlord Ozai und Ursa, einer Nachfahrin von Avatar Roku. Als er 13 Jahre alt war, widersprach er einem General in einem wichtigen Kriegsrat, was Ozai als Verletzung der Ehre des Generals auffasste und Zuko zu einem rituellen Zweikampf (Agni-Kai) herausforderte. Obwohl Zuko nicht gegen Ozai kämpfen wollte und um Verzeihung bat, strafte Ozai ihn – nach seiner Ansicht noch sehr milde – mit einer Brandnarbe im Gesicht, die ihn entstellt. Tiefer jedoch schmerzt Zuko der Verlust seiner Ehre, die er – wie Ozai behauptet – nur zurückerhalten könne, wenn er den Avatar fängt und ausliefert. Da der Feuerlord dies insgeheim für eine unlösbare Aufgabe hielt, gedachte er, so seinen ungeliebten Sohn aus seiner Umgebung zu beseitigen. Diese Aufgabe, die seine Jugendjahre prägen, verfolgt Zuko verbissen. Die Ratschläge seines Onkels Iroh ignoriert er zumeist, wenngleich dieser immer betont, dass nur er selbst seine Ehre wiederfinden könne und sie ihm nicht wiedergegeben werden kann. Trotzdem wird Iroh von Zuko hoch geschätzt. Zu seiner Schwester Azula hat er ein sehr schlechtes, von Minderwertigkeitsgefühlen geprägtes Verhältnis. Im Laufe des dritten Buches wendet sich Zuko gegen Ozai und schließt sich Aang an. Nachdem der Krieg gewonnen ist, wird er zum neuen Feuerlord gekrönt und plant mit Aang, alle Nationen wieder aufzubauen.
Iroh
Iroh ist der ältere Bruder von Feuerlord Ozai und somit der Onkel von Zuko und Azula. Er war ein bedeutender General der Feuernation und führte die fehlgeschlagene Belagerung gegen Ba Sing Se, der Hauptstadt des Erdkönigreiches, an. Das angebliche Erlegen des letzten lebenden Drachen brachte ihm den Beinamen „Drache des Westens“ ein. Nach dem Tod seines einzigen Sohnes beendete er seine militärische Laufbahn und fiel so bei seinem Bruder in tiefe Missgunst. Als Feuerlord Azulon, Irohs Vater, starb, wurde er bei der Thronfolge von Ozai übergangen. Seit Zuko beim Feuerlord in Ungnade gefallen ist, begleitet Iroh seinen Neffen auf dessen Suche nach dem Avatar. Er hat ein ausgesprochen enges Verhältnis zu Zuko und sorgt sich um ihn. Mit seiner sehr gemütlichen Art, seiner Vorliebe für Tee und unterhaltsame Musikabende sowie seiner Leidenschaft für das anspruchsvolle Brettspiel Pai-Sho ist er ein ausgleichender Pol zu Zukos jähzornigem und aufbrausendem Temperament. Auch im hohen Alter ist Iroh noch ein mächtiger Feuerbändiger und einer der wenigen, die auch Blitze erschaffen können. Die Fähigkeit, Blitze umzuleiten, hat er selbst entwickelt, indem er die anderen Elemente studierte und die Technik vom Wasserbändigen abgeleitet hat. Diese Fähigkeit gibt er später an Zuko weiter. Er ist ein hochrangiges Mitglied des Ordens des Weißen Lotus. Iroh befürwortet ein Gleichgewicht zwischen den Völkern und stellt sich damit ideologisch gegen die von Ozai angestrebte Weltmachtstellung der Feuernation. Er zeigt sich stets weise und zeigt Geduld und überlegtes Handeln.
Toph Beifong
Toph ist die zwölf Jahre alte Tochter der sehr wohlhabenden Familie Beifong aus dem Erdkönigreich. Toph ist blind zur Welt gekommen und ist eine hervorragende Erdbändigerin, da sie ihre Umgebung durch Vibrationen des Bodens erfassen kann. Sie lernte das Bändigen der Erde von den Dachsmaulwürfen, den ursprünglichen Erdbändigern. Durch ihre Bändigungsfähigkeiten kann sie ihre fehlende Sehkraft ausgleichen, da sie auch kleinste Schwingungen und Geräusche wahrnehmen kann. Trotz ihrer Fähigkeiten (die sie zunächst vor ihren Eltern geheim hielt) ist es ihr nicht gestattet, das Familienanwesen zu verlassen. Um ihre Fähigkeiten stetig zu verbessern, nimmt sie heimlich als „Der Blinde Bandit“ an sogenannten Erd-Donner-Turnieren teil, welche im Untergrund stattfinden, und wird unangefochtener Champion. Später flieht sie aus ihrem Elternhaus und wird Lehrerin von Aang. Da Toph bisher wenig Kontakt zu anderen Menschen gehabt hat, fügt sie sich anfangs nur schwer in die Gruppe ein. Sie hat einen trockenen Humor, ist eigenwillig und will sich anfangs nicht an gemeinsamen Aufgaben beteiligen. Sie bringt sich im Laufe der Geschichte das Sand- und Metallbändigen bei.
Prinzessin Azula
Die 14-jährige Azula ist die einzige Tochter und Liebling von Feuerlord Ozai. Als exzellente Feuerbändigerin ist sie deutlich talentierter als ihr älterer Bruder Zuko. Sie kann sogar Blitze bändigen. Nachdem Zuko und Iroh zu Abtrünnigen erklärt wurden, beauftragt der Feuerlord sie mit der Gefangennahme der beiden. Begleitet wird sie dabei von ihren Jugendfreundinnen Mai und Ty Lee. Die beiden sind jedoch keine Freundinnen im eigentlichen Sinne, sondern Anhängerinnen. Ty Lee ist von Azulas Gerissenheit beeindruckt und hat wie Mai gleichzeitig Angst vor ihr. Azula ist hochintelligent, skrupellos und grausam. Sie strebt nach Macht und Anerkennung. Im sozialen Bereich ist sie sehr unsicher, selbst gegenüber ihren wenigen Freunden, weshalb sie andere Menschen durch Furcht zu kontrollieren versucht. Als sich schließlich Mai und Ty Lee von ihr abwenden und sich weigern, sie weiterhin zu unterstützen, was Azula als Verrat interpretiert, wird sie letztendlich wahnsinnig.
Feuerlord Ozai
Feuerlord Ozai ist der absolutistisch regierende Monarch der Feuernation und gilt als einer der mächtigsten Feuerbändiger. Er ist der Vater Azulas und Zukos sowie der jüngere Bruder Irohs. Nachdem Iroh im Hundertjährigen Krieg seinen Sohn verlor und die Belagerung von Ba Sing Se abbrach, forderte Ozai seinen Vater auf, ihn anstelle Irohs zum Thronfolger der Feuernation zu machen. Iroh habe in einem entscheidenden Moment Schwäche gezeigt und eigne sich daher nicht dazu, die Feuernation in Zukunft zu regieren. Feuerlord Azulon war über diesen Vorschlag so erzürnt, dass er Ozai befahl, seinen eigenen Sohn Zuko zu töten, um Irohs Leid nachvollziehen zu können. Mithilfe seiner Gattin Ursa tötete Ozai daraufhin jedoch stattdessen Azulon und bestieg entgegen der eigentlichen Erbfolge den Thron. Anschließend verbannte er Ursa.
Er führte den Angriffskrieg gegen die verbliebenen Nationen, der von Feuerlord Zosin begonnen wurde, in nie dagewesener Härte fort. Dabei fiel ihm die Gebietshoheit in verschiedenen Regionen des Erdkönigreiches zu.
Zu seiner Tochter Azula hat Ozai tiefes Vertrauen und spricht ihr seine Anerkennung aus, während er Zuko zwar duldet, aber aufgrund seiner Ähnlichkeit zu Ursa verachtet. Ozai besitzt im Gegensatz zu seinem Bruder, der als General diente, keine nennenswerte militärische Vergangenheit, weswegen er nur über mangelnde militärstrategische Kenntnisse verfügt. Aufgrund dessen überlässt er die Planung und Durchführung von Kriegsoperationen zumeist seinen loyalen Generälen und Kriegsminister Qin. Trotzdem ist er weiterhin im Besitz der absoluten Befehlsgewalt über die Streitkräfte der Feuernation.
Später (Buch 3) ernennt sich Ozai selbst zum sogenannten Phönix-König. Nach der Vernichtung der anderen Völker würde unter seinem Regiment ein neues, über alle Vorstellungen erhabenes Reich auferstehen – wie der legendäre, sich selbst reinkarnierende Vogel, der Phönix.
Innerhalb der Feuernation ist auch der Feuerlord dem Phönixkönig in seinen Befugnissen unterstellt. Nach seiner Selbsterhebung zu einem beinahe gottähnlichen Macht- und Würdenträger erklärt Ozai Azula zum neuen Feuerlord.
Zu den Machtinsignien des Phönixkönigs gehört unter anderem eine prachtvolle, teilweise aus purem Gold gegossene Rüstung, die unter anderem einen weit ausladenden Helm und prächtige, enorme Schulteraufsätze umfasst. Dadurch, dass Ozai seine Absicht, die anderen Nationen zu unterwerfen, nicht umsetzen konnte, weil in dem finalen Kampf mit Aang seine Bändigungskräfte von ihm genommen wurden, blieb er der einzige Phönixkönig der Geschichte.
Avatar Roku und Feuerlord Zosin
Avatar Roku war die Inkarnation des Avatars vor Aang und gehörte der Feuernation an. Er war ein enger Freund des damaligen Feuerlords Zosin, welcher der Urgroßvater Zukos und Azulas war, der Großvater Irohs und Ozais sowie der Vater Azulons. Roku stellte sich gegen Zosin, als dieser den Entschluss fasste, einen Eroberungskrieg gegen die anderen Nationen zu beginnen. Roku lebte später auf einer Vulkaninsel. Als diese durch eine Eruption zerstört wurde, schlug Zosin die Chance, seinen alten Freund zu retten, aus und überließ ihn dem Tod. Damit kein neuer Avatar geboren werden konnte, der seine Expansionspläne gefährden könnte, ließ Zosin alle Luftbändiger töten, wobei ihm Aang jedoch entkam. Wie Zosin war Roku ein Urgroßvater von Zuko und Azula, da er der Großvater von Zukos und Azulas Mutter war. Roku kann, wie alle Avatare, über den Tod hinaus mit Aang spirituellen Kontakt aufnehmen.
Suki
Suki ist die Anführerin der Kyoshi-Kriegerinnen, einer Gruppe ausschließlich weiblicher Elitekämpferinnen, die die frühere Avatarin Kyoshi kulthaft verehren. Sie ist Sokkas erste und letztendlich auch endgültige Freundin. Im ersten Buch ist sie ihm zunächst noch abgeneigt, da er sich über alle Maßen prahlerisch verhält. Da er sich später für sein Verhalten entschuldigt und sich als mutig erweist, kommen die beiden sich näher. Im dritten Buch wird sie von der Feuernation gefangen genommen und im Gefängnis Brodelnder Felsen verwahrt. Sokka befreit sie und integriert sie in die Gruppe um Aang, der sie bis zum Kriegsende angehört.
Erdkönig Kuei
Kuei ist der während der Ereignisse amtierende König des Erdkönigreichs mit Sitz in der Hauptstadt Ba Sing Se. Auch wenn sein Titel eine gewisse Machtausübung vermuten lässt, besitzt er nur eine vornehmlich repräsentative Funktion. Er ist in seinem Handlungsspielraum stark eingeschränkt, da er sich vor allem von seinem Berater Long Feng stark beeinflussen lässt. Die Naivität des Erdkönigs ermöglichte es Long Feng und dem Dai Li, die von der Feuernation ausgehende Bedrohung für die Hauptstadt vor ihm geheim zu halten. Zudem ist es dem Erdkönig nicht gestattet, seinen Palast zu verlassen. Kurz nachdem ihm von Aang die prekäre Situation Ba Sing Ses demonstriert wurde, wird die Stadt von Azula, die mit dem Dai Li kollaboriert, erobert. Kuei verlässt daraufhin die Hauptstadt in Begleitung seines Haustieres, dem Bären Bosco, um die Welt besser kennenzulernen. Bosco gilt als gutmütig und ruhig, und der Erdkönig vertraut seinem scharfsinnigen Urteil über Menschen absolut.
Mai
Mai ist die Tochter eines hochangesehenen Adelsmitgliedes der Feuernation. Seit Kindheitstagen war sie eng mit Azula und Ty Lee befreundet und vor Beginn der Geschichte die Freundin von Zuko. Allerdings ist sie keine Feuerbändigerin und hat sich stattdessen auf den Kampf mit Wurfsternen und Pfeilen fokussiert. Azula rekrutiert sie und Ty Lee zu Beginn des Zweiten Buches für die Jagd nach dem Avatar. Mai legt bisweilen ein gelangweiltes und emotionsloses Verhalten an den Tag. Nach dem Fall des Erdkönigreichs kehrt sie mit Azula und Zuko in die Feuernation zurück und wird wieder dessen Freundin. Gemeinsam mit Ty Lee stellt sie sich später gegen Azula, die dadurch den Verstand verliert.
Ty Lee
Ty Lee stammt ebenfalls aus der Feuernation und war von Beginn an eng mit Azula und Mai befreundet. Wie Letztere ist sie selbst keine Bändigerin, jedoch aufgrund ihrer Akrobatik und Kenntnisse über die Schwachstellen des menschlichen Körpers ebenfalls in der Lage, ihre Gegner zu besiegen. Sie wurde von Azula rekrutiert, um den Avatar zu fangen, als sie Teil eines Wanderzirkus war. Im Gegensatz zu Mai ist sie von freundlicher und frohmütiger Natur und wirft sogleich ein Auge auf Sokka. Zusammen mit Mai stellt sie sich später gegen Azula und schließt sich schließlich den Kyoshi-Kriegerinnen an.
Das Dai Li
Das Dai Li ist ein mit inneren Angelegenheiten betrauter Geheimdienst in der Hauptstadt des Erdkönigreichs, Ba Sing Se. Alle Agenten sind speziell ausgebildete Erdbändiger. Ins Leben gerufen und erstmals ausgebildet wurde das Dai Li von Avatar Kyoshi, was sie später bereut hat, da es sich zu einer korrupten Elite-Erdbändiger-Gruppe entwickelt hat. Um ideologische Gegner und Aufrührer in der Stadt unschädlich zu machen, setzt es gezielt Gehirnwäsche ein. So gelingt es dem Dai Li bis zum Angriff der Feuernation auf Ba Sing Se, den globalen Krieg vor der Bevölkerung und sogar vor dem Erdkönig zu verheimlichen. Später wird das Dai Li von Azula angeworben und ermöglicht der Feuernation, in die Hauptstadt einzumarschieren und das Erdkönigreich zu erobern.
Der Orden des Weißen Lotus
Dieser Orden ist eine internationale Geheimgesellschaft, die sich dem Erreichen und Erhalten des Friedens verschrieben hat. Im Fall des Todes eines Avatars würde sie im Notfall eine Art Ersatz bilden. Die Erkennung unter Mitgliedern geschieht durch Verwendung des weißen Lotus-Steins im Brettspiel Pai-Sho. Bekannte Mitglieder sind Iroh, König Bumi, Sokkas Schwertmeister Piandao, Aangs und Kataras Wasserbändigungsmeister Pakku sowie der Feuerbändiger Jeong Jeong.

## Episodenliste
| Staffel | Staffel        | Episodenanzahl | Erstveröffentlichung USA | Erstveröffentlichung USA | Deutschsprachige Erstveröffentlichung | Deutschsprachige Erstveröffentlichung |
| Staffel | Staffel        | Episodenanzahl | Premiere                 | Finale                   | Premiere                              | Finale                                |
| ------- | -------------- | -------------- | ------------------------ | ------------------------ | ------------------------------------- | ------------------------------------- |
| 1       | Wasser (Water) | 20             | 21. Februar 2005         | 2. Dezember 2005         | 8. Januar 2006                        | 29. Oktober 2006                      |
| 2       | Erde (Earth)   | 20             | 17. März 2006            | 1. Dezember 2006         | 5. März 2007                          | 18. September 2007                    |
| 3       | Feuer (Fire)   | 21             | 21. September 2007       | 19. Juli 2008            | 12. April 2008                        | 18. November 2008                     |
| SD      | Kurzfilme      | 3              | 17. Februar 2007         | 11. September 2007       | 12. November 2009                     | 12. November 2009                     |

## Produktion und Veröffentlichung
Die erste Staffel der Serie wurde 2005 von Nickelodeon produziert und ab dem 21. Februar 2005 auf diesem Sender ausgestrahlt. Da die erste Staffel erfolgreich war, folgten weitere zwei. Die dritte Staffel lief ab dem 21. September 2007 in den USA. Außerdem erschienen bisher alle Folgen der ersten, zweiten und dritten Staffel komplett als Einzel-DVDs und DVD-Boxen.
In Deutschland wird Avatar seit dem 8. Januar 2006 durch den Sender NICK ausgestrahlt, am 18. November 2008 lief die letzte Folge der dritten Staffel. In Österreich wurde die erste Staffel von Avatar vom 12. April 2008 bis in den Juni auf ORF 1 ausgestrahlt.
In Deutschland wurden die Staffeln der Serie nach und nach auf Einzel-DVDs veröffentlicht. Anschließend erschien auch eine DVD-Box je Staffel, die den europäischen Fassungen entsprechen, auf denen sich, neben der deutschen, auch die englische, französische und niederländische Synchronisation befinden.
Am 13. Oktober 2020 erschien eine limitierte Blu-ray-Edition in Deutschland, exklusiv bei Amazon anlässlich des Prime Days. Der Inhalt gleicht inhaltlich der zuvor erschienenen Blu-ray aus den Vereinigten Staaten, bietet jedoch als Sprachen Englisch, Französisch, Niederländisch und Deutsch sowie englische Untertitel und ein exklusives Artwork-Design an.

### Artbook
Ein Artbook mit viel Hintergrundwissen zur kompletten Serie erschien zwei Jahre nach der Ausstrahlung der letzten Episode in den USA. Eine deutsche Veröffentlichung blieb aus.
Eine zweite Edition in zwei Varianten mit mehr Inhalt und einem Vorwort von Gene Luen Yang statt M. Night Shyamalan ist im November 2020 erschienen. Eine deutsche Ausgabe dieser Edition erschien am 10. Dezember 2021.
| Titel                                                           | erschienen        | Autoren                                                                   | ISBN              | Anmerkungen |
| --------------------------------------------------------------- | ----------------- | ------------------------------------------------------------------------- | ----------------- | ----------- |
| Avatar: The Last Airbender – The Art of the Animated Series     | 19. Mai 2010      | Michael Dante DiMartino, Bryan Konietzko                                  | 978-1-59582-504-9 | [ 9 ]       |
| Avatar – Der Herr der Elemente: Das Artwork der Animationsserie | 10. Dezember 2021 | Michael Dante DiMartino, Bryan Konietzko (Übersetzt von Andreas Kasprzak) | 978-3-96658-541-5 | [ 8 ]       |

### Fortsetzungen

#### Comics
2011 gaben Nickelodeon und Dark Horse Comics den Beginn einer Partnerschaft bekannt, in deren Rahmen die Geschichte rund um Aang und seine Freunde fortgesetzt werden soll. Die Der-Herr-der-Elemente-Comicserie erscheint seit Januar 2012 und umfasst bislang 20 Ausgaben, welche aus sechs Comic-Serien mit jeweils drei Bänden und zwei Einzelbänden, welche kleine Handlungen zeigen die während der Zeit der Serie stattfinden, bestehen.
| Titel                       | Nr. | ISBN              |
| --------------------------- | --- | ----------------- |
| Das Versprechen 1           | 1   | 978-3-86425-065-1 |
| Das Versprechen 2           | 2   | 978-3-86425-066-8 |
| Das Versprechen 3           | 3   | 978-3-86425-067-5 |
| Die verlorenen Abenteuer    | 4   | 978-3-86425-068-2 |
| Die Suche 1                 | 5   | 978-3-86425-150-4 |
| Die Suche 2                 | 6   | 978-3-86425-151-1 |
| Die Suche 3                 | 7   | 978-3-86425-152-8 |
| Der Spalt 1                 | 8   | 978-3-86425-367-6 |
| Der Spalt 2                 | 9   | 978-3-86425-368-3 |
| Der Spalt 3                 | 10  | 978-3-86425-369-0 |
| Rauch und Schatten 1        | 11  | 978-3-86425-814-5 |
| Rauch und Schatten 2        | 12  | 978-3-86425-815-2 |
| Rauch und Schatten 3        | 13  | 978-3-86425-816-9 |
| Nord und Süd 1              | 14  | 978-3-95981-024-1 |
| Nord und Süd 2              | 15  | 978-3-95981-025-8 |
| Nord und Süd 3              | 16  | 978-3-95981-336-5 |
| Ungleichgewicht 1           | 17  | 978-3-959818-71-1 |
| Ungleichgewicht 2           | 18  | 978-3-959819-86-2 |
| Ungleichgewicht 3           | 19  | 978-3-959813-70-9 |
| Geschichten des Team Avatar | –   | 978-3-959818-91-9 |

#### Die Legende von Korra
Im Juli 2010 kündigte Nickelodeon auf der Comic-Con eine Fortsetzung bzw. eine Nachfolgeserie von Avatar – Der Herr der Elemente an. Produziert wird die Fortsetzung/Nachfolgeserie, die den Titel Die Legende von Korra trägt, von den Produzenten der Originalserie. Nickelodeon plant eine 52 Episoden umfassende Serie in vier ebenfalls „Bücher“ genannten Halbstaffeln, deren Handlung 70 Jahre nach dem Ende der Originalserie startet und sich mit der Geschichte Korras, der Nachfolgerin Aangs, beschäftigt. Die Erstausstrahlung erfolgte in den USA ab dem 14. April 2012. In Deutschland erfolgte die Erstausstrahlung ab dem 26. August 2012.

##### Comics
Die Legende von Korra wird seit Juli 2017 ebenfalls als Comic fortgesetzt. Als erstes wurde die Trilogie mit dem Titel Turf Wars angekündigt. Die Handlung setzt nahtlos an das Ende der Serie fort. Auf Deutsch erschienen die Comics ab August 2017 mit dem Titel Revierkämpfe. Als zweite Trilogie erschien Die Ruinen des Imperiums (Ruins of the Empire).

### Soundtrack
Der Soundtrack wurde von Jeremy Zuckerman und Benjamin Wynn produziert und komponiert, die bis 2017 unter dem Namen „The Track Team“ bekannt waren, bevor sie sich auflösten. Neben Instrumenten wie zum Beispiel dem Guzheng, der Pipa oder dem Duduk wurde für die Hintergrundmusik der Serie auch auf MIDI-Samples zurückgegriffen. Am 20. Juni 2023 kündigte Nickelodeon eine Veröffentlichung des Soundtracks der Serie an. Ursprünglich hielt Nickelodeon und die Mutterfirma Paramount die Rechte zurück. Avatar: The Last Airbender – Book 1: Water (Music from the Animated Series) erschien am 17. November 2023 auf Vinyl und digital. Am 4. Oktober 2024 erfolgte ebenfalls eine Veröffentlichung auf CD. In den Liner-Notes wird Benjamin Wynn als Komponist genannt, jedoch nicht auf dem Cover. Die einzelnen Stücke wurden von Zuckerman und Bryan C. Herald für die Veröffentlichung noch einmal neu orchestriert und arrangiert. Der Soundtrack zur zweiten Staffel Avatar: The Last Airbender – Book 2: Earth (Music from the Animated Series) erschien am 25. Juli 2025, ebenfalls auf Vinyl und digital. Zudem wurde im Oktober 2023 eine internationale Konzert-Tournee für Anfang 2024 angekündigt, die auch Stops in verschiedenen Städten in Deutschland enthält.

## Synchronisation
Für die deutsche Vertonung war die Bikini Studios GmbH in Berlin zuständig. Für die Dialogregie war Harald Wolff verantwortlich. Aufgrund des Auslandaufenthaltes von Julia Kaufmann wurde die Rolle der Katara in der finalen Staffel neu besetzt.

### Protagonisten
| Rolle        | Hauptrolle                                                                               | Nebenrolle                     | Synchronsprecher/in                  | Synchronsprecher/in    |
| Rolle        | Hauptrolle                                                                               | Nebenrolle                     | Englisch                             | Deutsch                |
| ------------ | ---------------------------------------------------------------------------------------- | ------------------------------ | ------------------------------------ | ---------------------- |
| Avatar Aang  | 1.01–3.21                                                                                |                                | Zach Tyler Eisen                     | Johannes Walenta       |
| Katara       | 1.01–2.20                                                                                |                                | Mae Whitman                          | Julia Kaufmann         |
| Katara       | 1.01 (am Ende)                                                                           | Magdalena Turba                | Mae Whitman                          |                        |
| Katara       | 3.01–3.21                                                                                | Tanja Schmitz                  | Mae Whitman                          |                        |
| Sokka        | 1.01–3.21                                                                                |                                | Jack DeSena                          | David Turba            |
| Prinz Zuko   | 1.01–1.09, 1.12–1.13, 1.15, 1.18–2.05, (2.06) 2.07–2.09, 2.11–3.02, 3.05–3.06, 3.09–3.21 |                                | Dante Basco                          | Sebastian Schulz       |
| Iroh         | 1.01–1.04, 1.07–1.09, 1.12–1.15, 1.18–2.02, 2.04–2.05, 2.07–2.09, 2.11–2.20              |                                | Makoto Iwamatsu                      | Hans Teuscher          |
| Iroh         | 2.15, 2.18, 2.20, 3.19–3.21                                                              | (3.02), 3.04, 3.06, 3.10, 3.12 | Greg Baldwin                         | Hans Teuscher          |
| Appa         | 1.01–2.10, 2.15–3.21                                                                     |                                | Dee Bradley Baker                    | Horst Lampe (nur 3.09) |
| Momo         | 1.03–3.21                                                                                |                                | Dee Bradley Baker                    | Till Völger (nur 3.09) |
| Toph Beifong | 2.06, 2.08–3.21                                                                          | 2.04                           | Jessie Flower (Michaela Jill Murphy) | Marie-Luise Schramm    |
| Suki         | 3.14–3.21                                                                                | 1.04, 2.12, 2.16               | Jennie Kwan                          | Manja Doering          |

- Stumme Auftritte stehen in Klammern
- Abweichende Originalnamen stehen kursiv und in Klammern

### Antagonisten
| Rolle                                                                                 | Auftritt(e)                                    | Synchronsprecher/in                            | Synchronsprecher/in                            |
| Rolle                                                                                 | Auftritt(e)                                    | Englisch                                       | Deutsch                                        |
| ------------------------------------------------------------------------------------- | ---------------------------------------------- | ---------------------------------------------- | ---------------------------------------------- |
| Admiral / Kommandant Zhao                                                             | 1.03, 1.08, (1.12)–1.13, 1.16, 1.20, (2.10)    | Jason Isaacs                                   | Erich Räuker                                   |
| Admiral / Kommandant Zhao                                                             | 2.10 (Rückblende)                              | Jason Isaacs (Archivmaterial aus 1.20)         | Wolfgang Wagner                                |
| Feuerlord Ozai                                                                        | (1.08), 1.12                                   | Mark Hamill                                    | Tim Moeseritz                                  |
| Feuerlord Ozai                                                                        | 1.20                                           | Mark Hamill                                    | Klaus Lochthove                                |
| Feuerlord Ozai                                                                        | 2.07, (2.19), 3.01, 3.09, 3.11, 3.18–3.21      | Mark Hamill                                    | Axel Lutter                                    |
| Prinzessin Azula                                                                      | (1.12, 1.20), 2.01–3.21                        | Grey DeLisle                                   | Yvonne Greitzke                                |
| Mai                                                                                   | 2.03–(2.18), 2.19–3.02, 3.05, 3.09, 3.15, 3.21 | Cricket Leigh                                  | Tanya Kahana                                   |
| Ty Lee                                                                                | 2.03–(2.18), 2.19–2.20, 3.05                   | Olivia Hack                                    | Anne Helm                                      |
| Ty Lee                                                                                | 3.15, 3.21                                     | Olivia Hack                                    | Julia Stoepel                                  |
| Xin Fu                                                                                | 2.06, 2.11, 2.18–2.19                          | Marc Graue                                     | Andreas Hosang                                 |
| Meister Yu                                                                            | 2.06, 2.11, (2.18)–2.19                        | Sab Shimono                                    | Kaspar Eichel                                  |
| Long Feng                                                                             | 2.14, (2.16)–2.20                              | Clancy Brown                                   | Klaus-Dieter Klebsch                           |
| Sprüh-Sprüh-Knall-Bumm-Mann/ Verbrutzel-Mann (Sparky Sparky Boom Man/ Combustion Man) | (3.02), 3.05, 3.07, 3.12                       | Greg Baldwin (kein Dialog / nur Atemgeräusche) | Greg Baldwin (kein Dialog / nur Atemgeräusche) |

- Stumme Auftritte stehen in Klammern
- Abweichende Originalnamen stehen kursiv und in Klammern

### Nebenfiguren
| Rolle                           | Auftritt(e)                                              | Synchronsprecher/in                       | Synchronsprecher/in           |
| Rolle                           | Auftritt(e)                                              | Englisch                                  | Deutsch                       |
| ------------------------------- | -------------------------------------------------------- | ----------------------------------------- | ----------------------------- |
| Kanna „Gran Gran“               | 1.01–1.02                                                | Melendy Britt                             | Regine Albrecht               |
| (König) Bumi                    | 1.05                                                     | Kevin Ng (12 Jahre)                       | Hannes Maurer (12 Jahre)      |
| (König) Bumi                    | 1.05, 2.03, 3.19–(3.21)                                  | André Sogliuzzo (König)                   | Hans-Werner Bussinger (König) |
| Oberaufseher (Warden)           | 1.06                                                     | George Takei                              | Frank-Otto Schenk             |
| Avatar Roku                     | (1.07)–1.08, 1.16, 1.20, 2.01, 3.01, 3.06, 3.19, (3.21)  | James Garrett                             | Horst Lampe                   |
| Piratenkapitän                  | 1.09                                                     | Jack Angel                                | Klaus-Dieter Klebsch          |
| Piratenkapitän                  | 1.18                                                     | Jack Angel                                | Klaus Lochthove               |
| Pirat Oh                        | 1.09                                                     | Bryan Konietzko                           | Bernhard Völger               |
| Pirat Oh                        | 1.18                                                     | Bryan Konietzko                           | Markus Nichelmann             |
| Jet                             | 1.10, 2.12–2.14, 2.17                                    | Crawford Wilson                           | Florian Knorn                 |
| Jet                             | 2.17 (Rückblende)                                        | Crawford Wilson (Archivmaterial aus 1.10) | Konrad Bösherz                |
| Pipsqueak                       | 1.10, 3.01, 3.10–3.11, (3.21)                            | Sterling Young                            | Tilo Schmitz (1.10)           |
| Der Duke                        | 1.10, (3.01), 3.10–(3.11), 3.12, (3.13–3.14, 3.16, 3.21) | Mitch Holleman                            | Karlo Hackenberger            |
| Hakoda                          | 1.15, (2.16)                                             | André Sogliuzzo                           | Frank Muth                    |
| Hakoda                          | 2.19, 3.01, 3.10–(3.14), 3.15–3.16, 3.21                 | André Sogliuzzo                           | Tim Moeseritz                 |
| June                            | 1.15, (3.18)                                             | Jennifer Hale                             | Claudia Urbschat-Mingues      |
| June                            | 3.19                                                     | Jennifer Hale                             | Nicole Hannak                 |
| Jeong Jeong                     | 1.16                                                     | Keone Young                               | Lutz Schnell                  |
| Jeong Jeong                     | 3.19–(3.20)                                              | Keone Young                               | Horst Lampe                   |
| Teo                             | 1.17, 3.10–(3.13, 3.14, 3.16, 3.21)                      | Daniel Samonas                            | Konrad Bösherz                |
| Meister Pakku                   | 1.18–1.20                                                | Victor Brandt                             | Uli Krohm                     |
| Meister Pakku                   | 2.01                                                     | Victor Brandt                             | Kaspar Eichel                 |
| Meister Pakku                   | 3.19–(3.20)                                              | Victor Brandt                             | Axel Lutter                   |
| Prinzessin Yue                  | 1.18–1.20                                                | Johanna Braddy                            | Catrin Dams                   |
| Prinzessin Yue                  | 2.04                                                     | Johanna Braddy                            |                               |
| Prinzessin Yue                  | 3.01, 3.08 (Rückblende)                                  | Johanna Braddy                            | Lydia Morgenstern             |
| Koh, der Gesichtsräuber         | 1.20, (3.19)                                             | Erik Todd Dellums                         | Gerald Paradies               |
| General Fong                    | 2.01                                                     | Daniel Dae Kim                            | Boris Tessmann                |
| Avatar Kyoshi                   | (2.01), 2.05                                             | Jennifer Hale                             | Christin Marquitan            |
| Avatar Kyoshi                   | 3.19, (3.21)                                             | Jennifer Hale                             | Nicole Hannak                 |
| Avatar Kuruk                    | (2.01), 3.19, (3.21)                                     | Jim Meskimen                              | Klaus-Dieter Klebsch          |
| Huu                             | 2.04, 3.10–(3.11, 3.21)                                  | William Bassett                           | Uli Krohm (2.04)              |
| Der Brocken (The Boulder)       | 2.06, 3.10–(3.11, 3.21)                                  | Mick Foley                                | Tilo Schmitz (2.06)           |
| Der große böse Hippo            | 2.06, 3.10–(3.11, 3.21)                                  | Kevin Michael Richardson                  | Raimund Krone (2.06)          |
| Lao Beifong                     | 2.06                                                     | Cam Clarke                                | Wolfgang Wagner               |
| Professor Zei                   | 2.10                                                     | Raphael Sbarge                            | Uwe Büschken                  |
| Wan Shi Tong                    | 2.10                                                     | Hector Elizondo                           | Axel Lutter                   |
| Guru Pathik                     | 2.16, 2.19, 2.20 (Rückblende)                            | Brian George                              | Hasso Zorn                    |
| Guru Pathik                     | 3.09                                                     | Brian George                              | Reinhard Kuhnert              |
| Erdkönig Kuei                   | 2.18–(3.01)                                              | Phil LaMarr                               | Peter Flechtner               |
| Doc / Xu / Bushi                | 3.03                                                     | Paul Eiding                               | Joachim Kaps                  |
| Meister Piandao                 | 3.04                                                     | Robert Patrick                            | Oliver Siebeck                |
| Meister Piandao                 | 3.19–(3.20)                                              | Robert Patrick                            | Tim Moeseritz                 |
| Feuerlord / Prinz Zosin (Sozin) | 3.06                                                     | Sean Marquette (Prinz)                    | Till Völger (Prinz)           |
| Feuerlord / Prinz Zosin (Sozin) | 3.06                                                     | Lex Lang (erwachsen)                      | Reinhard Kuhnert (erwachsen)  |
| Feuerlord / Prinz Zosin (Sozin) | 3.06                                                     | Ron Perlman (Feuerlord)                   | Reinhard Kuhnert (Feuerlord)  |
| Hama                            | 3.08                                                     | Tress MacNeille                           | Marianne Lutz                 |
| Chit Sang                       | 3.14–(3.16)                                              | Ezekial Rollins                           | Axel Lutter                   |

- Stumme Auftritte stehen in Klammern
- Abweichende Originalnamen stehen kursiv und in Klammern

## Quoten
In den USA war die Serie zur Zeit der Erstveröffentlichung im Segment der 9- bis 14-jährigen Jungen die erfolgreichste Sendung. Die Premieren der Folgen erreichten 2006 durchschnittlich 1,1 Millionen Menschen mit einer steigenden Tendenz. Das Finale (Zosins Komet) erreichte bei der Premiere 5,6 Millionen Menschen und war damit die erfolgreichste Ausstrahlung der Serie und im gesamten amerikanischen Kinder- und Jugendfernsehen in dieser Woche.
In Deutschland wurde Avatar erstmals Anfang 2006 gezeigt, nur wenige Monate nach dem Start von Nick Deutschland. Die Folgen der ersten Staffel wurden immer sonntags am Morgen ausgestrahlt und erzielten überdurchschnittlich gute Quoten von 2 % bei den 14- bis 49-Jährigen. Zur zweiten Staffel legte man den Sendetermin in den Vorabend und wiederholte die Folgen häufig. Zum Start der dritten Staffel erreichte Avatar einen Marktanteil von 4,5 % und steigerte sich zum Finale auf bis zu 7,9 %. Besonders beliebt war die Serie bei Jugendlichen. Auch Anfang der 2010er-Jahre war Avatar nach Aussagen des Senders eine der beliebtesten Sendungen.

## Andere Medien

### Computer- und Videospiele
Zu Avatar erschienen folgende Videospiele, darunter auch das inzwischen eingestellte Onlinespiel Avatar: Legends of the Arena.
| Originaltitel                                  | Deutscher Titel                                     | Plattform                                                                  | Erscheinungsdatum (D)                                                        |
| ---------------------------------------------- | --------------------------------------------------- | -------------------------------------------------------------------------- | ---------------------------------------------------------------------------- |
| Avatar: The Last Airbender                     | Avatar – Der Herr der Elemente                      | PlayStation 2, GameCube, Wii, PSP, Xbox, Nintendo DS, Game Boy Advance, PC | 27. Februar 2007, 28. November 2008 (PC, GBA)                                |
| Avatar: The Last Airbender – The Burning Earth | Avatar – Der Herr der Elemente: Die Erde brennt     | Xbox 360, Wii, PlayStation 2, Nintendo DS, Game Boy Advance                | 8. November 2007 (PS2, NDS), 22. November 2007 (360), 30. Oktober 2007 (Wii) |
| Avatar: The Last Airbender – Into the Inferno  | Avatar – Der Herr der Elemente: Der Pfad des Feuers | Wii, PlayStation 2, Nintendo DS                                            | 31. Oktober 2008 (Wii, PS2), 7. November 2008 (NDS)                          |
| Avatar: Legends of the Arena                   | Avatar: Legends of the Arena                        | PC                                                                         | 5. September 2008 (PC)                                                       |
| The Last Airbender                             | Die Legende von Aang                                | Wii, Nintendo DS                                                           | Sommer 2010 (Wii, NDS)                                                       |

### Realfilm
Am 8. Januar 2007 gaben Paramount Pictures und Nickelodeon Movies bekannt, dass M. Night Shyamalan mit der Ausarbeitung eines Drehbuches (zusammen mit Mike DiMartino und Bryan Konietzko), der Produktion und Regie eines Avatar-Realfilmes beauftragt wurde. Diese Realverfilmung war als Trilogie geplant, gemäß der Bücher der Vorlage. Da die Rechte am Titel „Avatar“ nicht vorlagen, erschien der Film unter dem Titel „The Last Airbender“ (im deutschsprachigen Raum als „Die Legende von Aang“). Der Kinostart in Deutschland war der 19. August 2010. Jedoch wurde niemals ein Nachfolger produziert.

### Realserie
Am 18. September 2018 wurde bekanntgegeben, dass Konietzko und DiMartino für Netflix eine Realserien-Adaption ihrer eigenen Serie produzieren und verwirklichen werden. Eine erste Konzeptzeichnung wurde vorgestellt, die Produktion soll in Zusammenarbeit mit Nickelodeon 2019 beginnen. Am 12. August 2020 gaben die beiden Erfinder bekannt, aufgrund von Differenzen mit Netflix im Juni aus dem Projekt ausgestiegen zu sein. Ein erster offizieller Teaser datiert den Serienstart am 22. Februar 2024.
Die Serie hatte am 22. Februar 2024 auf Netflix Premiere und besteht aus acht Episoden.

### Avatar Studios
Am 24. Februar 2021 wurde von ViacomCBS bekanntgegeben, dass Nickelodeon ein neues Produktionsstudio namens Avatar Studios mit Bryan Konietzko und Michael Dante DiMartino ins Leben gerufen hat, um weitere Projekte fürs Franchise zu entwickeln. Inhalte des Studios sind für die Tochterunternehmen Nickelodeon und Paramount+ sowie für Drittanbieter und Kino vorgesehen. Als erstes Projekt steht ein animierter Kinofilm an, dessen Produktionsbeginn mit Ende 2021 vorgesehen ist.

## Avatar in der Internetkultur
Das Avatar-Franchise hat im Laufe der Jahre zu vielen Memes geführt, wobei ein besonderer Aufschwung von der Ankunft von Avatar the Last Airbender auf Netflix ausgeht. That’s rough buddy ist eines der bekanntesten Zitate von Avatar und wurde von Zuko zu Sokka in der Episode The Boiling Rock Part 1 gesagt. Sokka hatte Zuko enthüllt, dass seine Freundin Yue ihr Leben gab, um der Mondgeist zu werden. Daraufhin sagt Zuko den Satz „That's rough buddy“, gefolgt von peinlichem Schweigen.

## Auszeichnungen
| Auszeichnung                                                              | Folge |
| 2005 Pulcinella Awards:                                                   | |
| Beste Action/Adventure Fernsehserie                                       | – |
| Beste Fernsehserie                                                        | – |
| 33. Annie Award:                                                          | |
| Bestes Drehbuch in einer Fernsehserie                                     | Buch 1: Wasser, Kapitel 16: Die Macht des Feuers (The Deserter)                                                       |
| 34. Annie Award:                                                          | |
| Beste Animation von Charakteren in einer Fernsehproduktion                | Buch 2: Erde, Kapitel 6: Der Blinde Bandit (The Blind Bandit)                                                         |
| Beste Regie in einer Zeichentrickserie                                    | Buch 2: Erde, Kapitel 13: Bedrohlicher Bohrer (The Drill)                                                             |
| 36. Annie Award:                                                          | |
| Bester Zeichentrickfilm für Kinder                                        | – |
| Beste Regie in einer Zeichentrickserie an Joaquim Dos Santos              | Buch 3: Feuer, Kapitel 20: Zosins Komet, Teil 3: Von Angesicht zu Angesicht (Sozin’s Comet, Part 3: Into the Inferno) |
| 2007 Genesis Award:                                                       | |
| Hervorragende Kinderunterhaltung                                          | Buch 2: Erde, Kapitel 16: Armer Appa (Appa’s Lost Days)                                                               |
| Primetime Emmy Awards:                                                    | |
| Individueller Leistungsbeitrag an Sang-Jin Kim                            | Buch 2: Erde, Kapitel 17: Der Laogai-See (Lake Laogai)                                                                |
| Nickelodeon Kid’s Choice Awards 2008:                                     | |
| Lieblingsfernsehserie                                                     | – |
| Peabody Awards 2008                                                       | |
| Beziehungsreiche Charaktere und gute Darstellung der Folgen eines Krieges | – |

## Fußnote
1. ↑  Beim chinesischen Schriftzug im Originaltitel: „Avatar: The Last Airbender – 降卋神通“ – nutzen die Autoren des Werks die historische grafische Variante (卋,  shì) statt des modernen Schriftzeichens (世,  shì), das heute nicht mehr zu den Standardschriftzeichen zählt, jedoch in der Bedeutung gleich geblieben ist.